# استاروماکاروو
استاروماکاروو (به لاتین: Staromakarovo) یک منطقهٔ مسکونی در روسیه است که در باشقیرستان واقع شده‌است.